# Přebor Olomouckého kraje 2005/2006
V soubojích 15. ročníku Přeboru Olomouckého kraje 2005/06 (jedna ze skupin 5. fotbalové ligy) se utkalo 16 týmů každý s každým dvoukolovým systémem podzim–jaro. Tento ročník začal v sobotu 13. srpna 2005 úvodními pěti zápasy 1. kola a skončil v neděli 25. června 2006 zbývajícími pěti zápasy odloženého 16. kola.

## Nové týmy v sezoně 2005/06
- Z Divize D 2004/05 sestoupila do Přeboru Olomouckého kraje mužstva SK LeRK Prostějov a Spartak VTJ Lipník nad Bečvou, z Divize E 2004/05 sestoupilo mužstvo FC Trul Mikulovice.
- Ze skupin I. A třídy Olomouckého kraje 2004/05 postoupila mužstva TJ Sokol Štíty (vítěz skupiny A) a TJ Sokol Určice (vítěz skupiny B).[1]

## Konečná tabulka
Zdroj: 
| Poř. | Tým                               | Z  | V  | R  | P  | VG | OG  | B  |
| ---- | --------------------------------- | -- | -- | -- | -- | -- | --- | -- |
| 1.   | TJ Sokol Protivanov               | 30 | 22 | 5  | 3  | 69 | 30  | 71 |
| 2.   | FK Mohelnice-Moravičany           | 30 | 20 | 6  | 4  | 77 | 27  | 66 |
| 3.   | FK SAN-JV Šumperk                 | 30 | 18 | 8  | 4  | 75 | 35  | 62 |
| 4.   | FC Trul Mikulovice (S)            | 30 | 16 | 3  | 11 | 92 | 64  | 51 |
| 5.   | FK Kozlovice                      | 30 | 15 | 5  | 10 | 80 | 60  | 50 |
| 6.   | TJ Sokol Určice (N)               | 30 | 14 | 5  | 11 | 66 | 50  | 47 |
| 7.   | TJ Sokol Ústí                     | 30 | 13 | 5  | 12 | 58 | 51  | 44 |
| 8.   | FC Dolany                         | 30 | 12 | 6  | 12 | 69 | 57  | 42 |
| 9.   | FK Šternberk                      | 30 | 11 | 7  | 12 | 57 | 51  | 40 |
| 10.  | FK Jeseník                        | 30 | 11 | 3  | 16 | 46 | 49  | 36 |
| 11.  | FC Kralice na Hané                | 30 | 9  | 7  | 14 | 43 | 54  | 34 |
| 12.  | SK LeRK Prostějov (S)             | 30 | 10 | 4  | 16 | 40 | 76  | 34 |
| 13.  | TJ Sokol Štíty (N)                | 30 | 10 | 2  | 18 | 44 | 52  | 32 |
| 14.  | TJ Zlaté Hory                     | 30 | 9  | 5  | 16 | 49 | 74  | 32 |
| 15.  | FK Brodek u Přerova               | 30 | 5  | 10 | 15 | 45 | 80  | 25 |
| 16.  | Spartak VTJ Lipník nad Bečvou (S) | 30 | 3  | 3  | 24 | 22 | 122 | 12 |

Poznámky:
- Z = Odehrané zápasy; V = Vítězství; R = Remízy; P = Prohry; VG = Vstřelené góly; OG = Obdržené góly; B = Body; (S) = Mužstvo sestoupivší z vyšší soutěže; (N) = Mužstvo postoupivší z nižší soutěže (nováček)

|  | Postup do Divize D 2006/07                             |
|  | Sestup do I. A třídy Olomouckého kraje – sk. A 2006/07 |
|  | Sestup do I. A třídy Olomouckého kraje – sk. B 2006/07 |